# Hermann Löhlein
Christian Adolf Hermann Löhlein (Coburgo, 26 maggio 1847 – Gießen, 25 novembre 1901) è stato un ginecologo e medico tedesco.
Nel 1870, ha conseguito il dottorato in medicina dopo gli studi presso le università di Jena e Berlino. In seguito ha trascorso diversi anni a Berlino come assistente nella clinica di Eduard Arnold Martin (1809-1875). Dal 1875 al 1888 è stato docente di ostetricia e ginecologia a Berlino, seguita da una cattedra presso l'Università di Gießen. Qui fu successore di Max Hofmeier (1854-1927) come presidente di Ostetricia / Ginecologia, diventando rettore dell'università nel 1898. A Gießen è stato anche direttore del Gynäkologische Tagesfragen.

## Opere principali
- Über das Verhalten des Herzens bei Schwangern und Wöchnerinnen, 1876.
- Ovarialtumoren und Ovariotomie in Schwangerschaft, Geburt und Wochenbett, 1895.
- Leistungen und Aufgaben der geburtshülflichen Institute im Dienst der Humanität, 1899.
- Zur Lehre vom durchweg zu engen Becken.[3]